# James Newton Howard
James Newton Howard (sinh ngày 9 tháng 6 năm 1951) là một nhà soạn nhạc, nhạc trưởng và nhà sản xuất âm nhạc người Mỹ. Ông từng sáng tác cho hơn 100 phim điện ảnh, bên cạnh việc gặt hái một giải Grammy, giải Emmy và tám đề cử Oscar. Những nhạc phẩm điện ảnh của ông gồm có Pretty Woman (1990), The Fugitive (1993), The Devil's Advocate (1997), Dinosaur (2000), Atlantis: Đế chế thất lạc (2001), Hành tinh kho báu (2002), King Kong (2005), Batman Begins (2005), Blood Diamond (2006), Kỵ sĩ bóng đêm (2008), The Bourne Legacy (2012), loạt phim The Hunger Games (2012–2015) và Sinh vật huyền bí và nơi tìm ra chúng (2016). Ông lần lượt cộng tác với các đạo diễn như M. Night Shyamalan khi sáng tác nhạc cho chín bộ phim của ông kể từ Giác quan thứ sáu, và Francis Lawrence khi sáng tác nhạc cho tất cả các phim của ông kể từ Thành phố chết.